# Роберт Льюїс Рід
Роберт Лівайс Рід (англ. Robert Lewis Reid; 29 липня 1862 —2 грудня 1929) — художник зі Сполучених Штатів зламу XIX—XX ст., представник американського імпресіонізму. Використовував короткий підпис «Роберт Рід».

## Життєпис
Народився в місті Стокбрідж, штат Массачусетс.
Художнє ремесло почав опановувати в місті Бостон в Школі красних мистецтв. Його керівником в Бостоні був художник Отто Грундман (1844—1890). Пізніше він повернеться в школу, де буде працювати викладачем.

## Освіта і паризький період
1884 року він відбув до Нью-Йорка (його прийняла на навчання Ліга студентів-художників). Через рік він покинув Нью-Йорк і відбув до Парижа, де продовжив навчання в Академії Жульєна. Його керівники в Парижі — французькі художники Густав Буланже (1824—1888) та Жуль Лефевр (1836—1911).
Ні від німецького за походженням художника Отто Грундмана, ні від академістів Франції він не взяв нічого, окрім навичок малюнка та холодних алегорій, котрі робитиме сам за офіційними замовленнями. Звертався до створення побутових картин із зображенням селян північного району Франції. Найбільше зацікавився стилем французьких імпресіоністів, від яких узяв технічні знахідки та безсюжетнісь і декоративність.

## Повернення до США

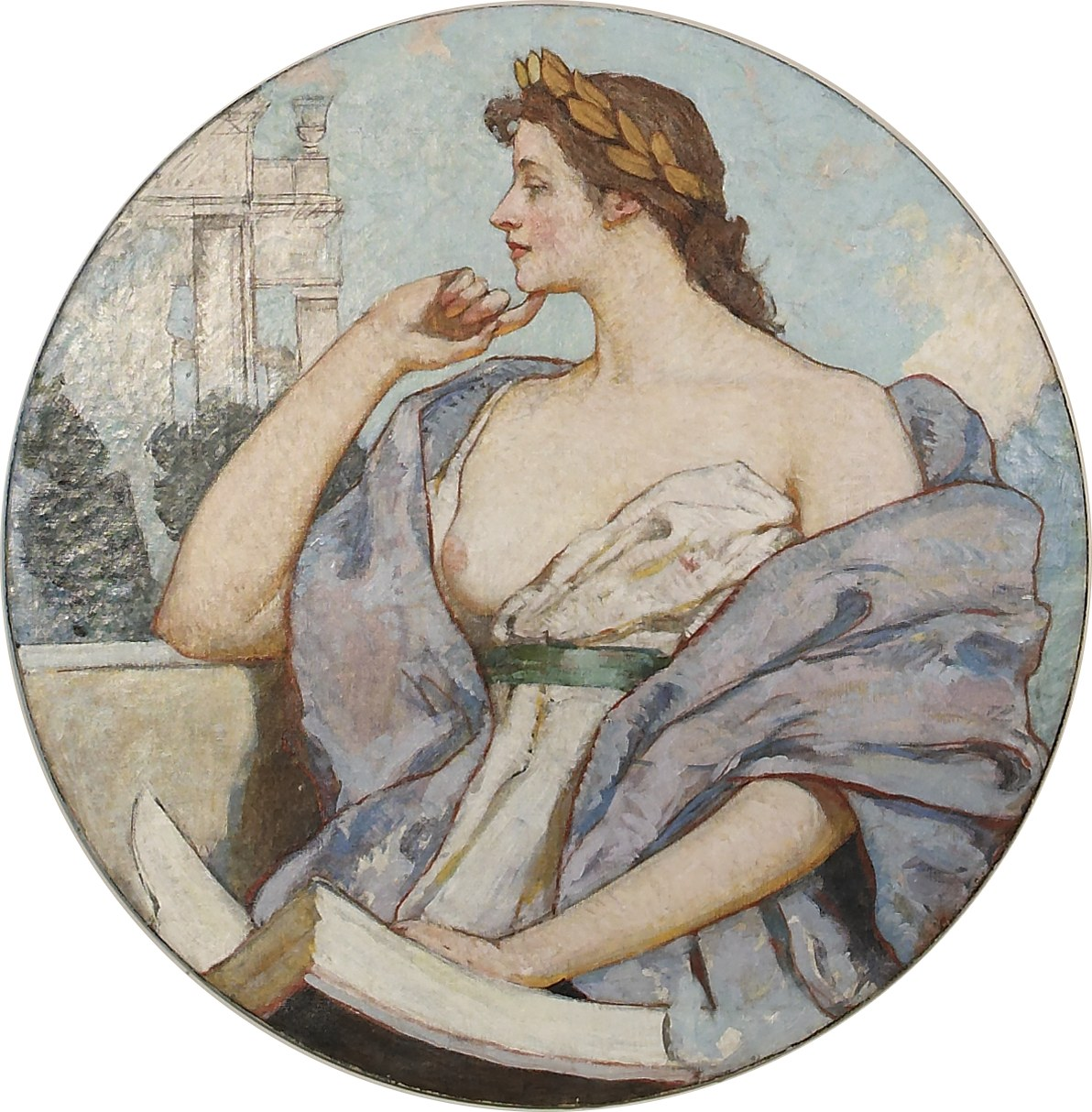
«Алегорія Філософії»

1889 року повернувся в Нью-Йорк. Почав працювати портретистом.
Став викладачем в Лізі студентів-художників. Здобув популярність через численні зображення молодих жінок з квітами, безсюжетні і суто декоративні. Його декоративні здібності і почали використовувати для декоративних панно та в проектах для вітражів. Серед офіційних замовлень цього періоду — декоративні стінописи в куполі павільйону на Всесвітній виставці в Чикаго 1893 року.
1897 року Роберт Рід став членом творчого товариства «Десять американських художників», які покинули Спілку американських художників. 1906 року літній Роберт Рід став дійсним членом Національної академії дизайну (формально — Академії мистецтв США).
Художник виконав декілька монументальних творів на зламі 19-20 ст. Однак близько 1905 року знову повернувся до станкового живопису. Твори цього періоду набули більших реалістичних якостей, хоча колористичні гами були висвітлені і наближені до пастельних.
Виконав декоративні стінописи в декількох офіційних державних закладах, серед яких Бібліотека Конгресу, м. Вашингтон, Апеляційний суд, м. Нью-Йорк, Державна резиденція, м. Бостон тощо. Не припиняв робити пейзажі, побутові картини, безсюжетні зображення жінок з квітами чи побутовими речами, декоративні та бездумні.
Був одружений. Помер на 67 році життя.

## Вибрані твори
- « Рів'єра»
- «Алегорія Архітектури»
- «Алегорія Філософії»
- «Алегорія Мудрості»
- «Пані в блакитному кімоно»
- «Праця в саду»
- «Схил пагорба влітку»
- «Леді з парасолькою»
- «Три леді»

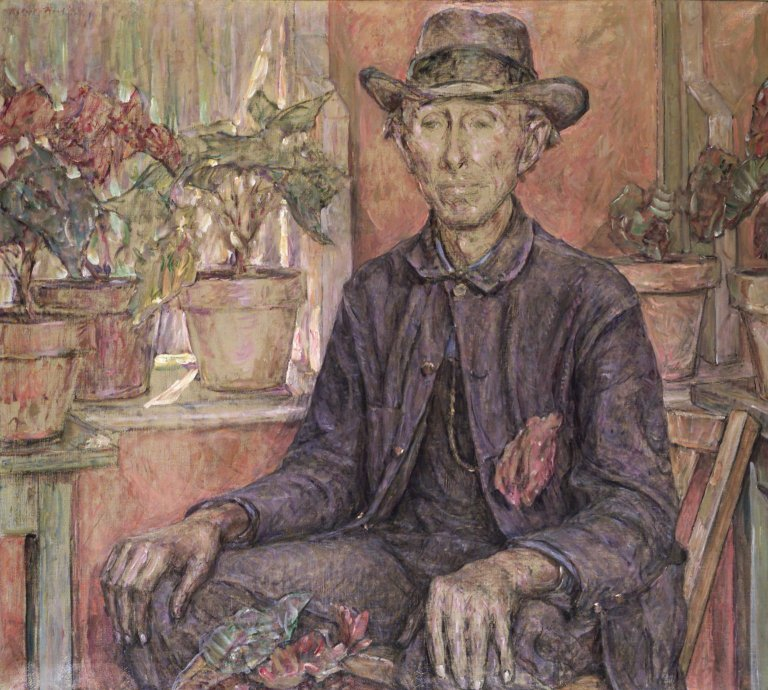
«Старий садівник», Бруклінський музей.

- «Жовті квіти» (дружина художника з жовтими квітами)
- «Пані з рожевим каптуром»
- «В квітневому садку»
- «Леді з папугою»
- «Старий садівник»
- «Пейзаж восени»

## Галерея

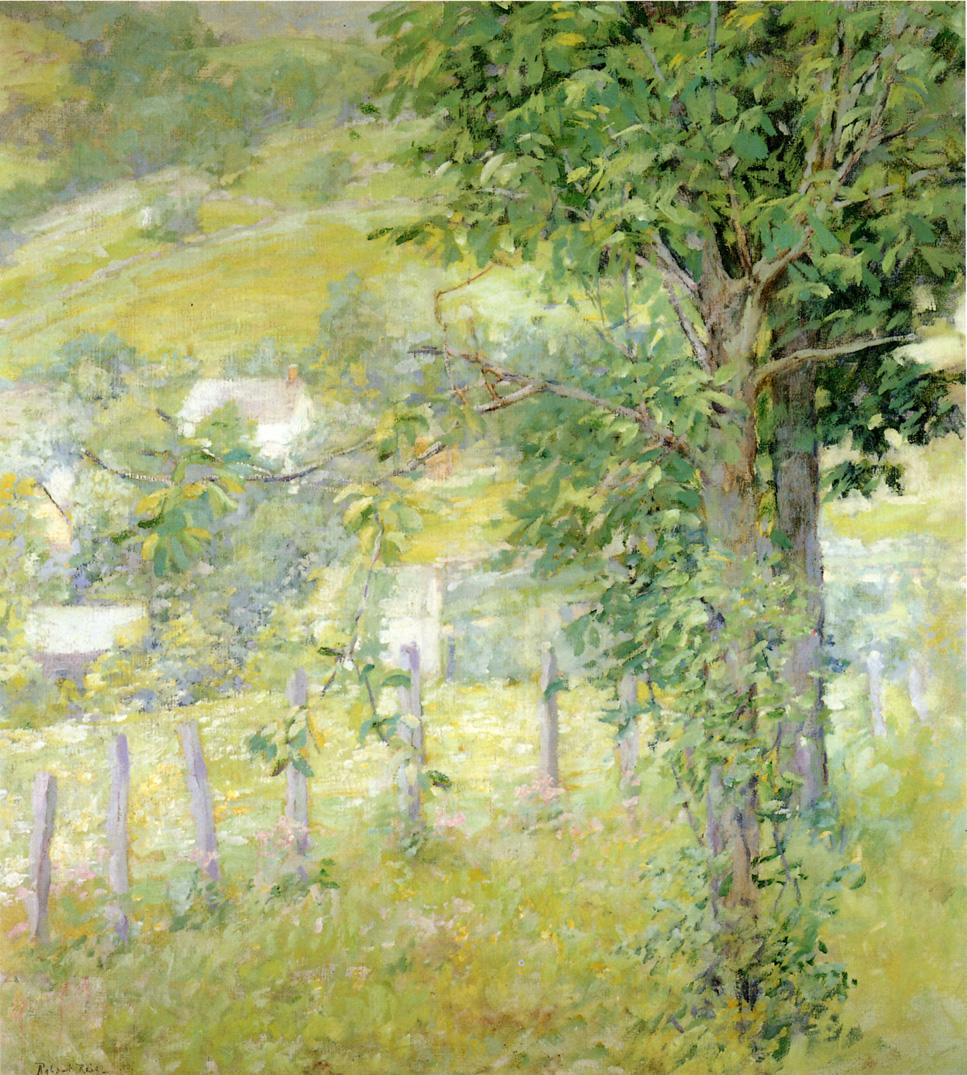
«Схил пагорба влітку»
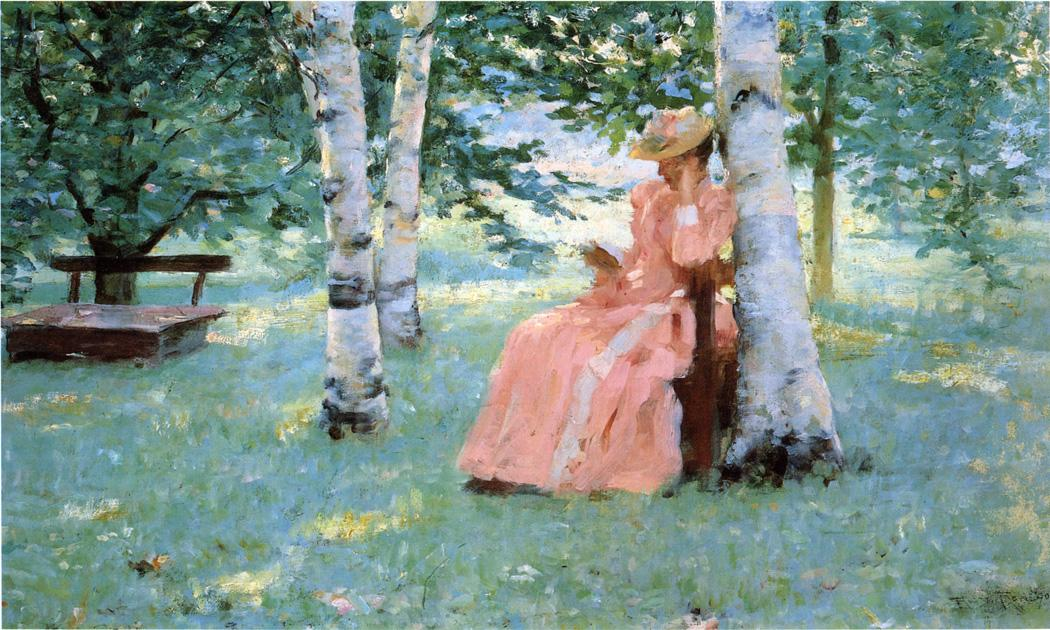
Роберт Лівайс Рід. «Рів'єра»
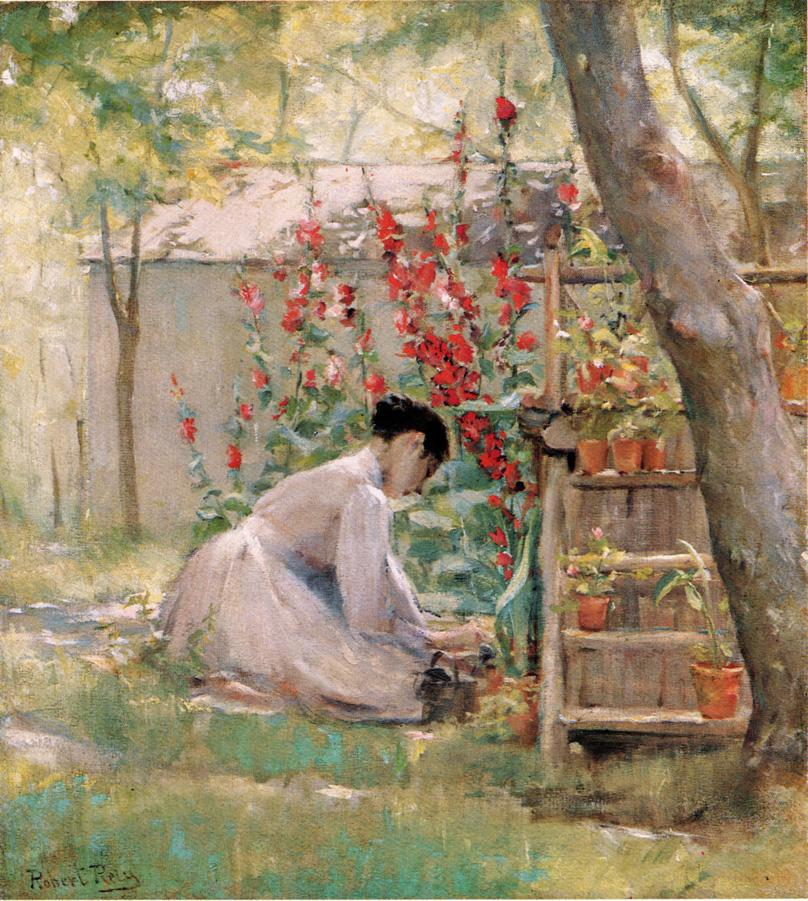
Роберт Лівайс Рід. «Праця в саду»
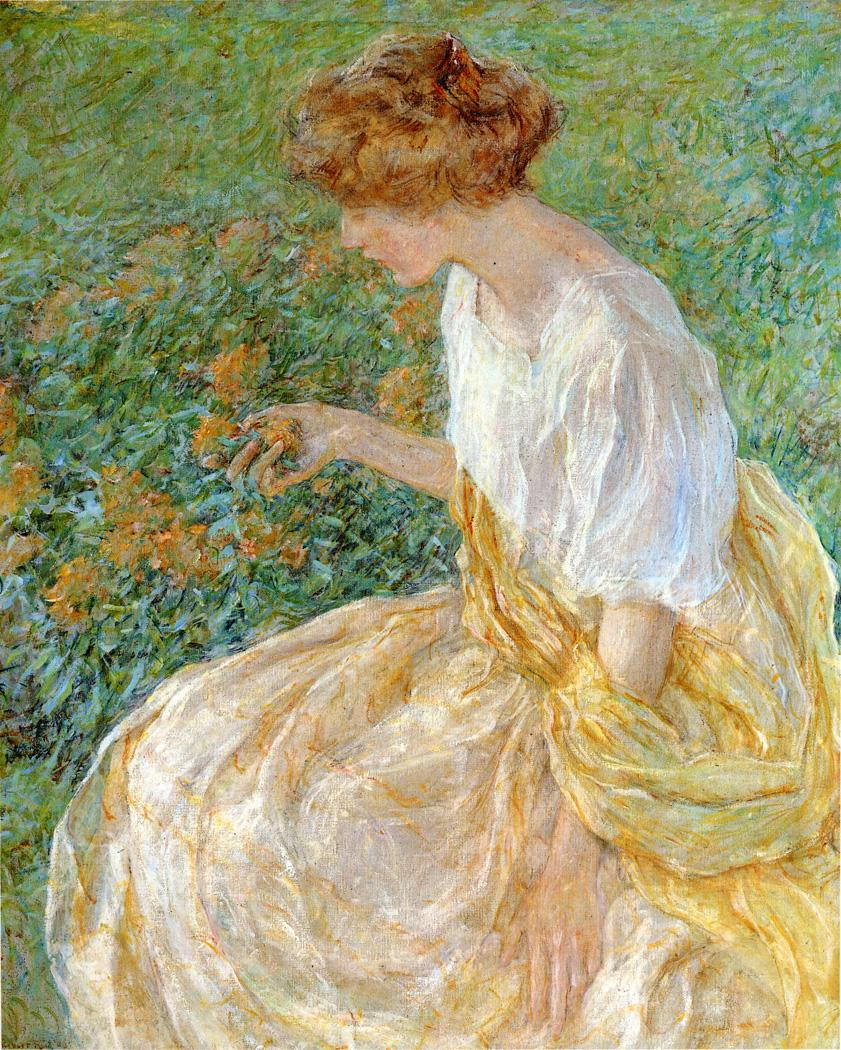
«Жовті квіти»
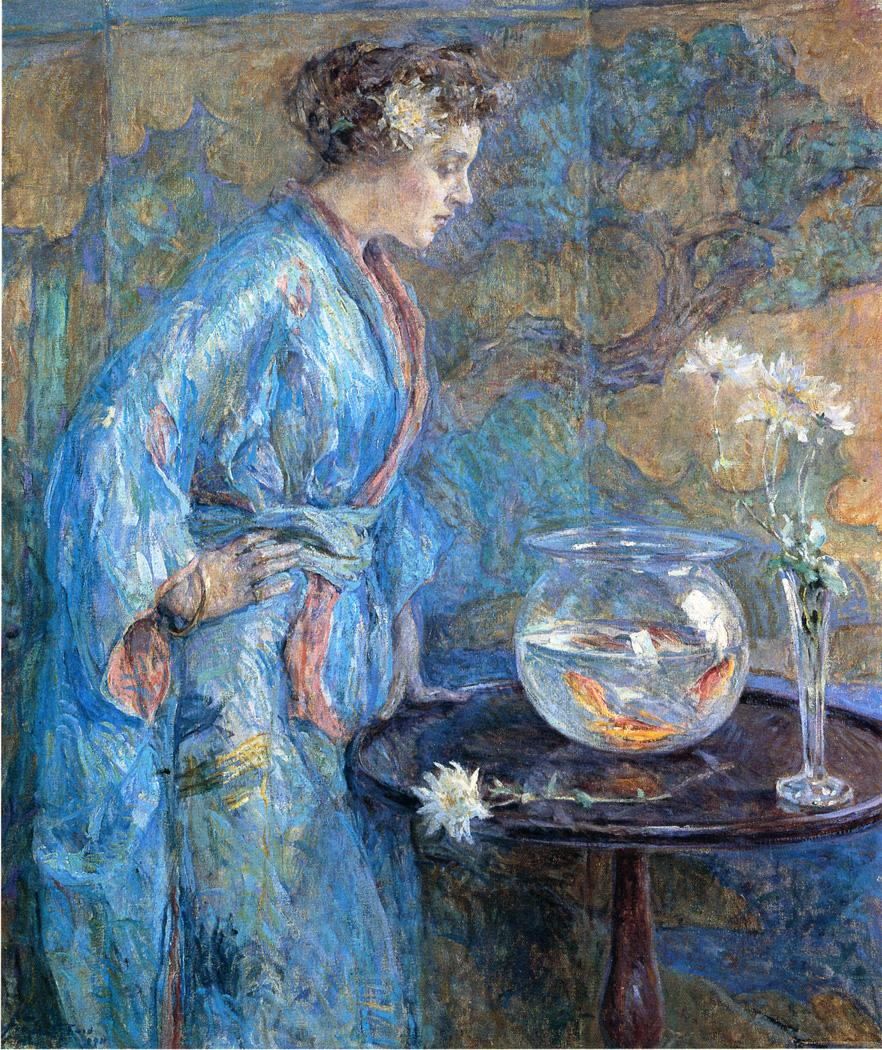
«Пані в блакитному кімоно»
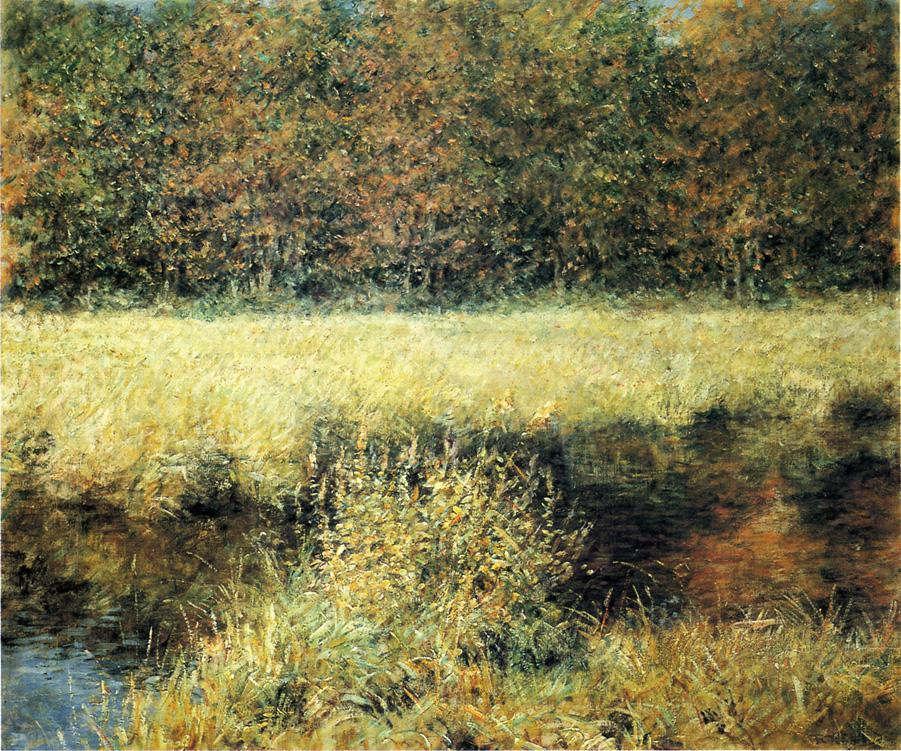
«Пейзаж восени»
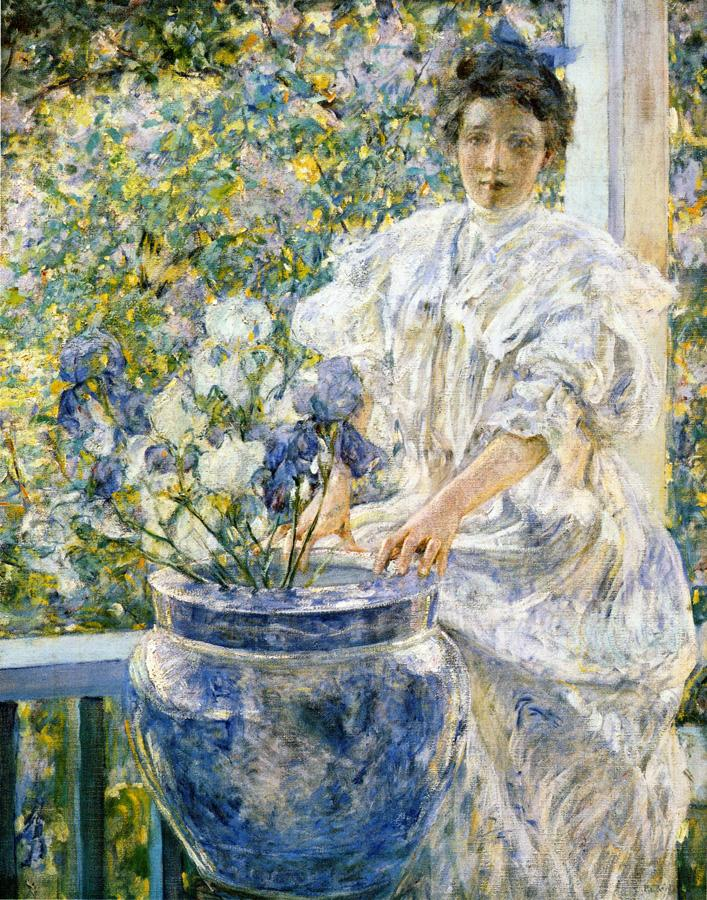
«Пані з квітами на терасі»
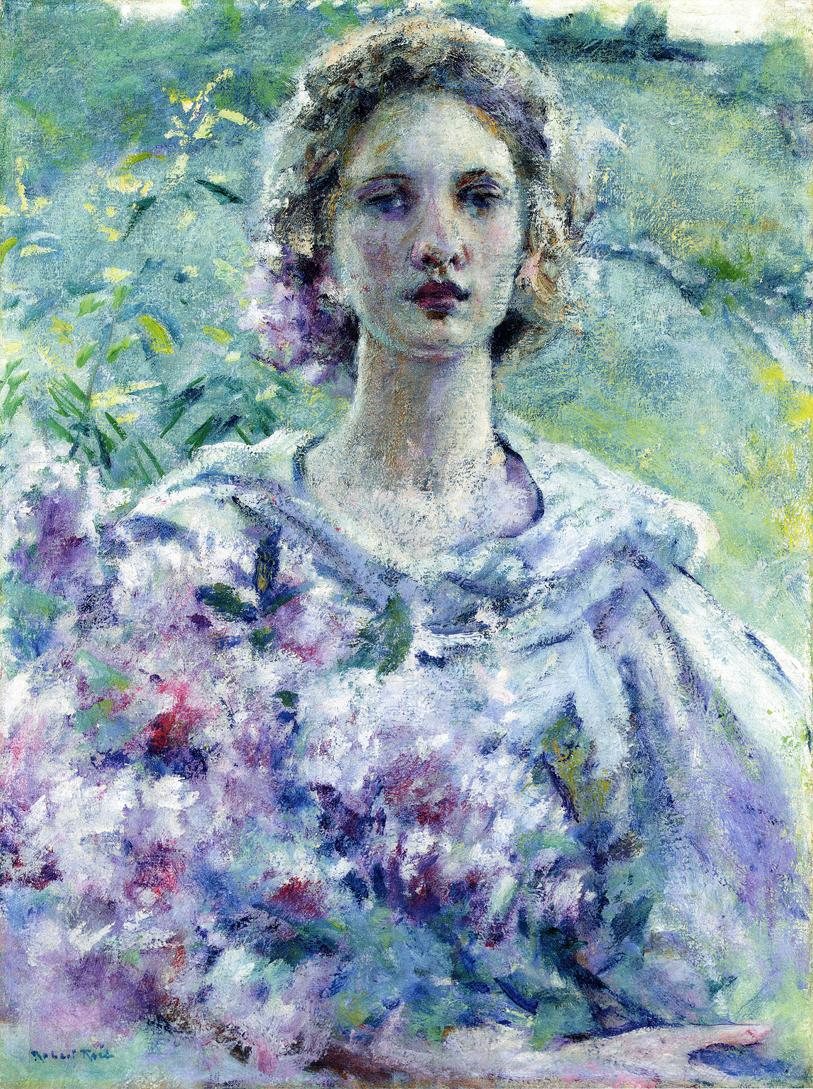
«Пані з квітами»
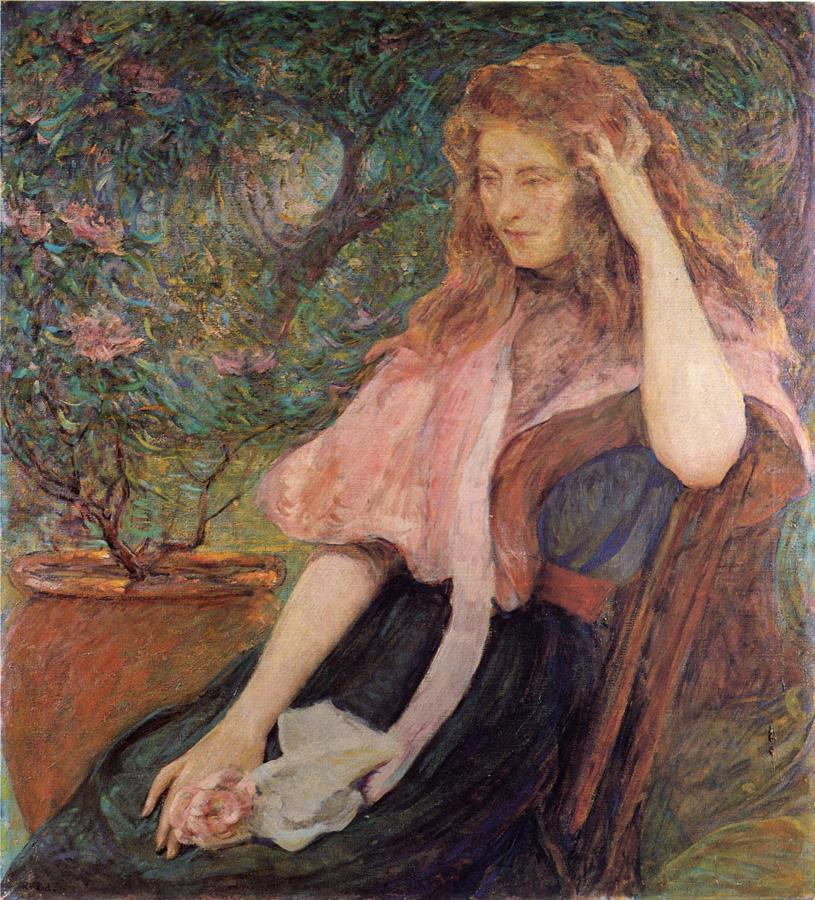
«Пані з рожевим каптуром»
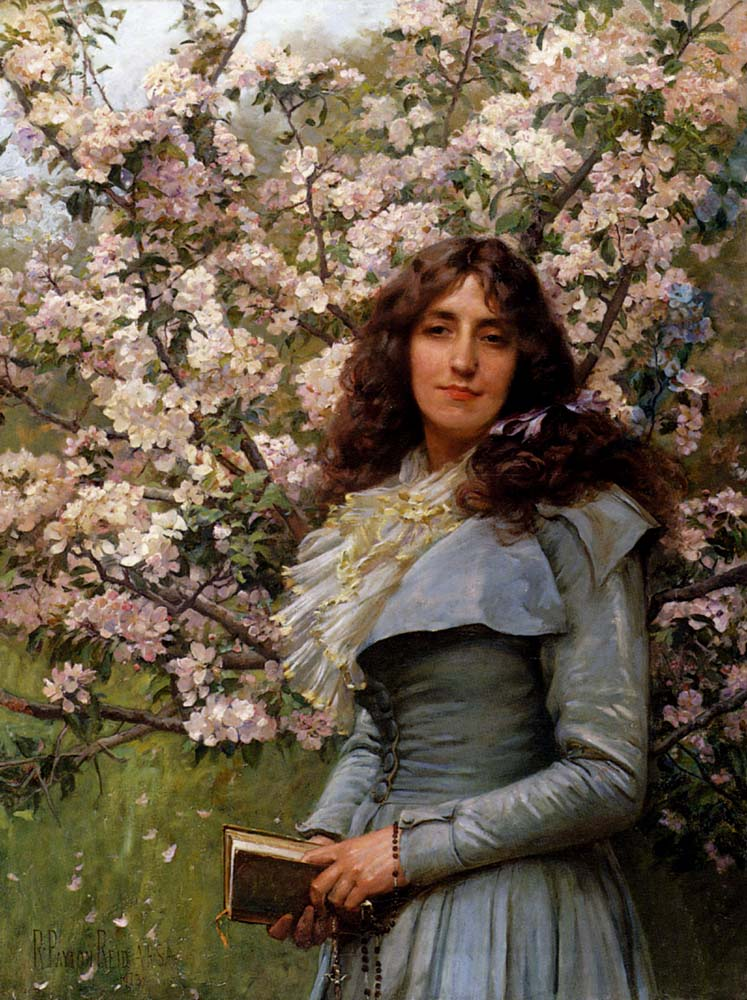
«Пейтон Серені»